# Dan Grecu (general)
Dan-Florin Grecu (n. 24 mai 1958, Vărădia de Mureș, România) este un general-maior (r.) român. Este prim-vicepreședinte al Asociației Ofițerilor în Rezervă din România (AORR).
În februarie 2008 a fost numit șef de stat major al Corpului 4 Armată „Mareșal Constantin Prezan”, ulterior Divizia 4 Infanterie „Gemina”. Din 1 iulie 2010 a îndeplinit funcția de comandant al Brigăzii 81 Mecanizată „General Grigore Bălan”. A fost trecut în rezervă în iulie 2014, ca locțiitor pentru resurse al șefului Statului Major General.